# Gasoleros
Gasoleros è una telenovela argentina prodotta tra il 1998 e il 1999 da Artear e Pol-ka Producciones. È andata in onda dal 5 gennaio 1998 al 23 dicembre 1999. La sigla è cantata da Vicentico.

## Trama
Racconta la storia della famiglia Panigazzi. Il capo è Héctor (Juan Leyrado) ex-autista. A sua volta la storia narra anche le vicende di Roxana Presutti (Mercedes Morán) sposata con Jorge (Manuel Callau) fino a quando incontra Héctor. Un altro personaggio centrale è Emilia (Silvia Montanari) proprietaria di un bar. La serie è stata girata a Buenos Aires.

## Produzione
La serie è stata annunciata nel novembre del 1997 da Juan Leyrado.

## Premi e riconoscimenti
- 1998 - Premio Martín Fierro 1998[4]
  - Vinto - Attrice protagonista di sitcom a Mercedes Morán
  - Vinto - Attore protagonista di sitcom a Juan Leyrado
  - Vinto - Attrice di reparto a María Fiorentino
  - Vinto - Attore di reparto a Manuel Callau
  - Vinto - Attuazione infantile a Jimena Barón
  - Vinto - Miglior sitcom.
  - Nomination - Attrice di reparto a Silvia Montanari
  - Nomination - Attore di reparto a Dady Brieva
- 1999 - Premio Martín Fierro 1999[5]
  - Nomination - Attrice di reparto a China Zorrilla.